# Parti des forces nouvelles (Belgique)
Pour les articles homonymes, voir Parti des forces nouvelles et Forces nouvelles (parti politique).
Le Parti des forces nouvelles (PFN) était un parti politique belge nationaliste d'extrême droite créé en 1983 à la suite de la condamnation, en 1982, du noyau dur du Front de la jeunesse (FJ) - Belgique et disparu en 1991 avec son intégration dans le Front national belge.

## Doctrine politique
La doctrine de la Nouvelle Droite, le nazisme et le rexisme sont les références historiques du PFN. Léon Degrelle, fondateur-dirigeant du parti Rex et général de la SS wallonne durant la Seconde Guerre mondiale, était le parrain politique du PFN .
Le PFN a d'ailleurs deux cellules actives, l'une à Bruxelles où se trouve le bureau du directoire, l'autre à Liège.  La section bruxelloise est plus orientée négationnisme que la section liégeoise. Cette dernière fait une scission en 1989 pour créer le parti nationaliste wallon AGIR.
Le PFN, cette nouvelle formation politique tente, dès 1984, de récupérer l’« effet Le Pen » en Belgique. En septembre 1985, Jean-Marie Le Pen apporte son soutien au PFN belge . Le PFN est aussi l'un des partisans les plus acharnés du négationnisme, dont le propos est de nier le génocide des Juifs et les autres crimes contre l'humanité commis par la dictature nazie. En 1989, ce parti tient un stand à la Foire internationale du livre de Bruxelles, où sont mis en vente un ouvrage de peintures d'Adolf Hitler et divers opuscules révisionnistes. Avec d'autres dirigeants des « forces nouvelles » et le néonazi franco-belge Olivier Mathieu, Patrick Cocriamont est l'un des tenanciers du stand.
Les symboles utilisés par ce mouvement-parti furent la croix celtique et la Flamme (style Front national)

## 1991: la dissolution dans le Front national
Après l'apparition en Belgique, en 1985, du Front National de Daniel Féret, le PFN, menacé sur son propre terrain par ce nouveau concurrent, s'était lancé dans un combat acharné pour le liquider politiquement. Bénéficiant d'un nom plus porteur sur le plan électoral (parce que s'identifiant directement à Jean-Marie Le Pen), le FN gagne la « guerre inter-nationalistes ». Mis au tapis, le PFN est dissous en 1991 par sa propre direction et s'intègre par opportunisme dans le Front national. Plusieurs dirigeants du PFN néonazi siègent à la direction du FN, sont élus sur ses listes ou militent dans ses rangs. C’est le cas de Daniel Gilson, Xavier Sandron, Pieter Kerstens, Georges Matagne, Christian Denivelle, Frédéric Erens. Aujourd'hui encore, d’ex-cadres du FJ-PFN sont actifs au FN et membres de sa direction, comme Patrick Cocriamont (député fédéral), Daniel Leskens (assistant parlementaire du premier) et Patrick Sessler (assistant du sénateur et vice-président FN Michel Delacroix). Malgré leurs près de trente années de militantisme commun, ils appartiennent, au FN, à des tendances adverses. Cocriamont et Leskens sont des piliers solides du « clan du président ». Patrick Sessler, pour sa part, est le stratège des « réformateurs » du FN qui a pour objectif d'exclure Daniel Féret et ses adeptes du parti.